# 蒂娜·貝里納加
蒂娜·貝里納加（英語：Tyna Barinaga，1946年—），後來改名托妮·貝里納加（Tony Barinaga），美國前女子羽球運動員，從1960年代中期到1970年代初期贏得多項國內和國際冠軍。 
1964年，蒂娜·貝里納加和華盛頓的安吉利斯港居民凱洛琳·簡森成為第一支在美國羽球公開賽上奪得女子雙打冠軍的青少年組合。第二年，兩人贏得加拿大羽球公開賽女子雙打冠軍。貝里納加在1966年的美國公開賽上與韋恩·麥克唐納一起獲得混合雙打冠軍，並在1968年的同一賽事贏得了女子單打和女子雙打冠軍（與海倫·提貝茲搭檔）。她最後一個完整的賽季是1969-1970年，可能是她最好的。在英國獲得多項冠軍後，她在美國錦標賽贏得所有三個項目（單打、雙打和混合雙打）冠軍，並贏得加拿大公開賽的女子單打冠軍中。
貝里納加是連續三屆美國優霸盃代表隊的成員（1963年、1966年、1969年），其中她第一次參加的球隊贏得冠軍。她於2003年入選美國羽球名人堂（星光大道）。